# Staromieście (Rzeszów)
Staromieście (früher auch Stare Miasto) ist ein Stadtteil von Rzeszów, nördlich des Stadtzentrums, in der Woiwodschaft Karpatenvorland in Polen.

## Geschichte

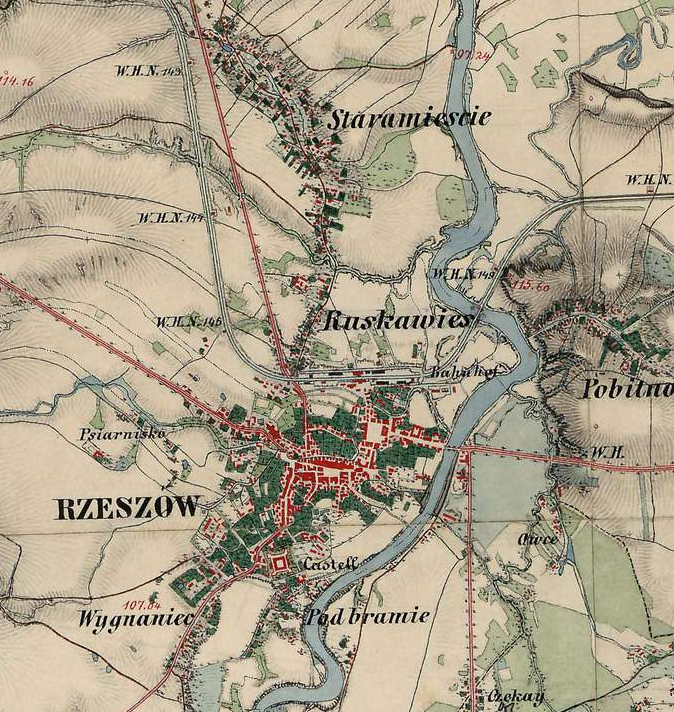
Staromieście, Ruska Wieś und Rzeszów auf der Franziszeischen Landesaufnahme um die Mitte des 19. Jahrhunderts

Der Name Stare Miasto (Altstadt) bezeichnet die Stelle, wo sich das alte Rzeszów (erste Erwähnung als Antiqua Reschow im Jahr 1416) ab dem 11. Jahrhundert bis zur Anlegung der neuen Stadt im Süden nach dem Magdeburger Recht im Jahr 1354, befand. Zunächst gab es einen Burgwall im Machtbereich des polnischen Piastenstaats am Grenzfluss Wisłok zu Rotruthenien, ab dem 13. Jahrhundert im Fürstentum Galizien-Wolhynien. Die Polen evakuierten die Grenzfestung nach Mrowla. Die bis zum Jahr 1340 bestehende Grenze wurde wahrscheinlich fester nach dem Treffen in Tarnów im Jahr 1264 von Bolesław V. von Krakau und Daniel Romanowitsch von Galizien markiert. Die Ruthenen siedelten sich danach wahrscheinlich weiter südlich an und bauten eine Orthodoxe Kirche. Die Söhne von Juri I. von Galizien versuchten den Marktort vor 1314 zu einer Stadt erhoben. Es wurde jedoch noch von Forschern diskutiert, wo der Burgwall und die Stadt genau lagen – in Staromieście oder in Ruska Wieś (wörtlich Ruthenisches Dorf, umgangssprachlich in der Zwischenkriegszeit auch als Stare Miasto bezeichnet). Im Privileg aus dem Jahr 1354 wurde eine oppidum erwähnt, 1390 suburbium – Vorstadt. Die erste Erwähnung von Ruska Wieś folgte erst im Jahr 1445 (medietas Ruskawyesz...medietas suburbii Rzeszow), Jahrhunderte nach der Zugehörigkeit zum Rotruthenien. Das Dorf hatte die Siedlungsform eines Rundlings (die heutige Straßen Staromiejska und Prusa).
Im Jahr 1344 oder 1345 nahm der König Kasimir III. der Große († 1370) den westlichen Rand Rotrutheniens (Sanoker und Przemyśler Land) ein. Im Jahr 1363 wurde schon eine römisch-katholische Kirche in Rzeszów erwähnt, am wahrscheinlichsten in der neuen Stadt, aber es ist auch möglich, dass es um die Holzkirche in Staromieście ging (explizite Erwähnung: 1416).
Bei der Ersten Teilung Polens kam Staromieście 1772 zum neuen Königreich Galizien und Lodomerien des habsburgischen Kaiserreichs (ab 1804). 1902 wurde der südliche Teil des Orts mit Ruska Wieś nach Rzeszów eingemeindet.

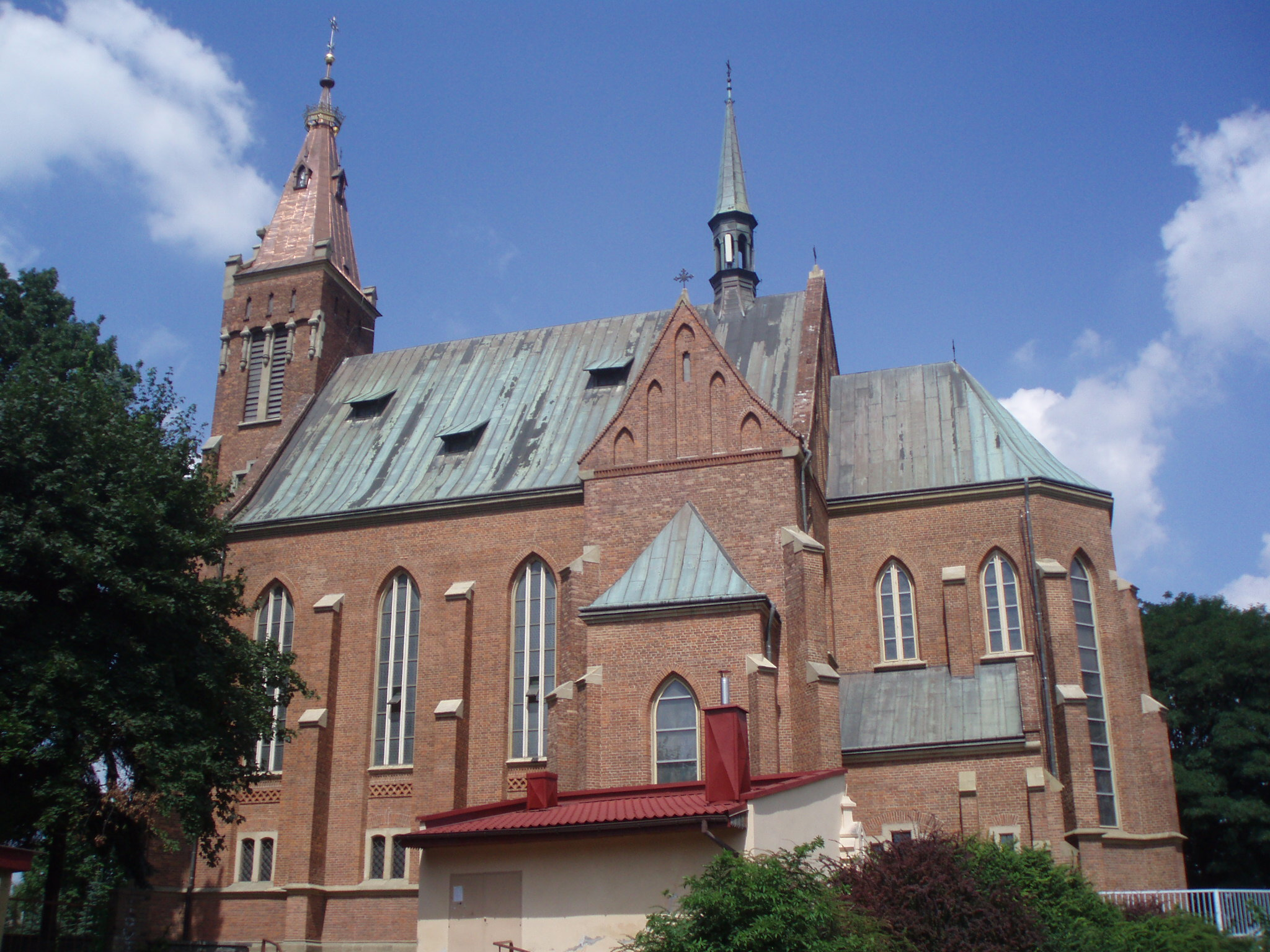
Ortskirche

1918, nach dem Ende des Ersten Weltkriegs und dem Zusammenbruch der k.u.k. Monarchie, kam Staromieście zu Polen. Unterbrochen wurde dies nur durch die Besetzung Polens durch die Wehrmacht im Zweiten Weltkrieg. 1977 wurde der Rest von Staromieście auch eingemeindet.